# Heyl zu Herrnsheim

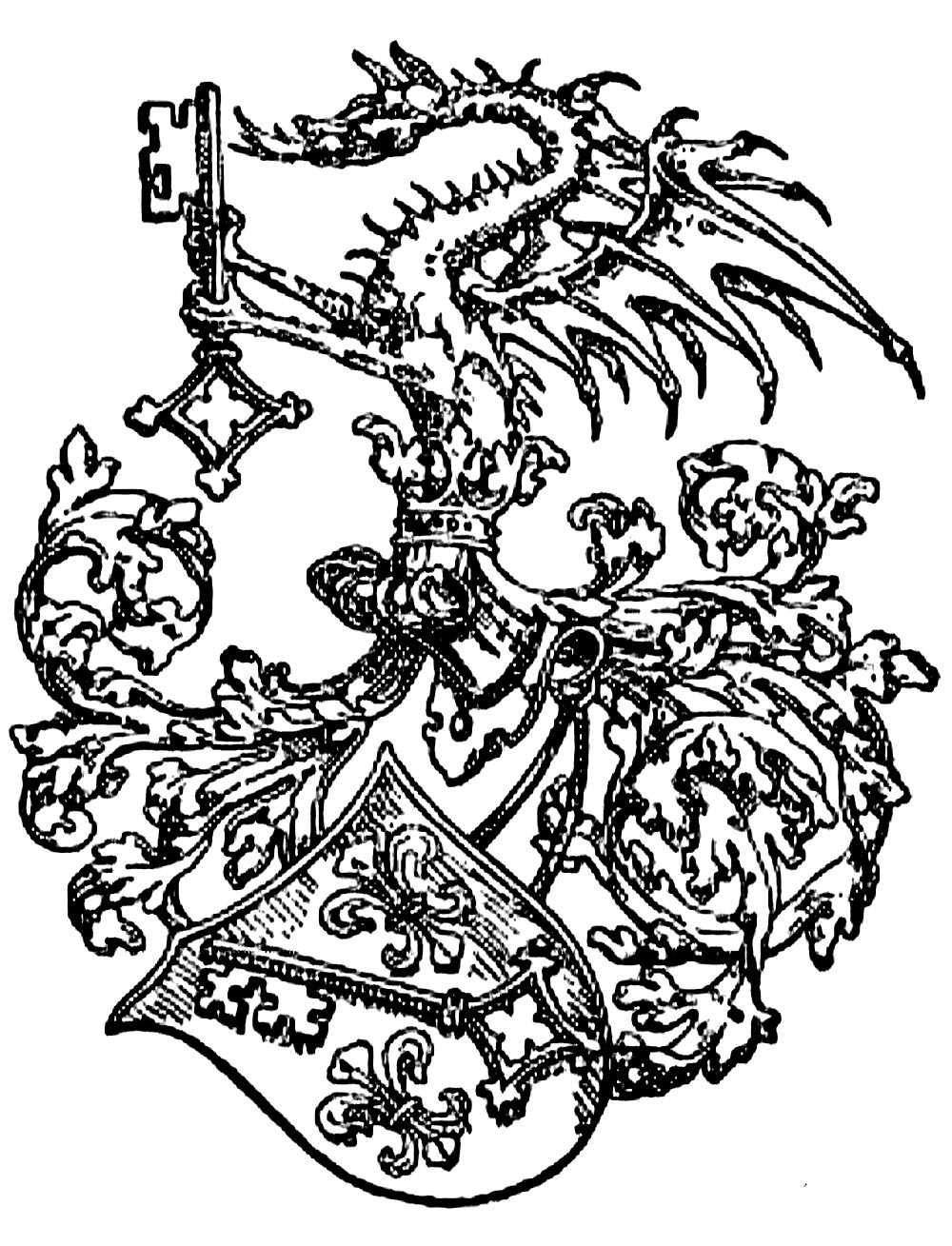
Wappen derer von Heyl zu Herrnsheim

Heyl zu Herrnsheim ist der Name eines deutschen Adelsgeschlechts, das mit Philipp Heyl († 1620), Bürger zu Bacharach am Rhein erstmals erscheint und die Stammreihe mit Johann Nikolaus Heyl (1625–1675), Bürger und Schiffbauer in Bacharach, beginnt. Johann Jakob Heyl erwirbt am 11. Januar 1715 das Bürgerrecht in Worms. Die Familie Heyl war reformierter Konfession.
Cornelius Heyl (1792–1858) gründete 1834 die Wormser Lederwerke Cornelius Heyl AG. Sein Enkel Wilhelm Heyl erwarb 1883 das Herrnsheimer Schloss mit Gutsbesitz; er wurde 1886, gemeinsam mit seinem Bruder Maximilian Heyl, von Großherzog Ludwig IV. von Hessen zum „Freiherrn von Heyl zu Herrnsheim“ geadelt.
Gegen Ende des 19., Anfang des 20. Jahrhunderts wurden die Heyl zu Herrnsheim von Zeitgenossen als „ungekrönter König von Worms“, „Herzog von Worms“ oder „Lederkönig“ bezeichnet. Der Begriff „Lederkönig“ verband das adelige Prinzip mit dem Unternehmertum und deutete auf den herrschaftlichen Habitus des Firmen- und Familienpatriarchen hin. Kaiser Wilhelm II. vermerkte zu Cornelius Wilhelm von Heyl: „de facto Großherzog und Allgewaltiger in Hessen“. Es findet sich aber auch die Zuschreibung „Moderne Medici von Worms“, die auf das kulturelle Engagement der Familie anhebt.

## Geschichte

### Besitzungen
Bereits vor dem Erwerb von Schloss Herrnsheim hatte die Familie Heyl in Worms repräsentative Stadthäuser erworben bzw. gebaut: Das Heyls-Schlößchen am einstigen Standort des mittelalterlichen Wormser Bischofshofs der Fürstbischöfe wurde bereits 1805 von Cornelius Heyl erworben; ein späterer Besitzer, Theodor Joseph Zell, erbaute 1843 das Palais in neuer Form, welches die Familie Heyl nach Rückkauf 1851 klassizistisch erweiterte und 1905 aufstockte. Nach der Zerstörung im Zweiten Weltkrieg ließ Siegfried Freiherr von Heyl zu Herrnsheim das Heyls-Schlößchen Ende der 1960er Jahre wieder aufbauen; es befindet sich bis heute im Familienbesitz.
1851 wurde am Wormser Domplatz, nördlich des Wormser Domes, zudem ein Teil des ehemaligen Gartens des Bischofshofs erworben, wo Cornelius Wilhelm Heyl durch den Architekten Bluntschli bis 1884 den repräsentativen Heylshof erbauen ließ. Das Gebäude nahm die Kunstsammlung der Familie auf, diente als Gästehaus für die zahlreichen Künstler und hochgestellten Persönlichkeiten, mit denen die Familie verkehrte, und gab den repräsentativen Rahmen für festliche gesellschaftliche Anlässe. Cornelius Wilhelm und Sophie von Heyl vermachten das Gebäude und den dazugehörigen Garten der Stadt Worms. Der Heylshof wurde im Frühjahr 1945 bei einem Luftangriff teilzerstört und danach, nur noch eingeschossig, mit Walmdach wiederhergestellt. Seit 1961 ist er wieder als „Kunsthaus Stiftung Heylshof“ öffentlich zugänglich.
Seit 1868 bis heute befindet sich der Landwirtschaftsbetrieb Nonnenhof bei Bobenheim-Roxheim im Besitz der Familie. 1909 erwarb Wilhelm von Heyl auch ein Weingut im rheinhessischen Nierstein, das Weingut Heyl zu Herrnsheim, das 1969 durch Erbfolge aus der Familie ging. 1958 wurde Schloss Herrnsheim an die Stadt Worms verkauft. Von 1917 bis 1952 befand sich Schloss Rennhof im Besitz der Familie. Die Familienstiftung der Freiherren von Heyl zu Herrnsheim besitzt bis heute das als Sommersitz erworbene Schloss Pfauenmoos in Berg SG (Schweiz).

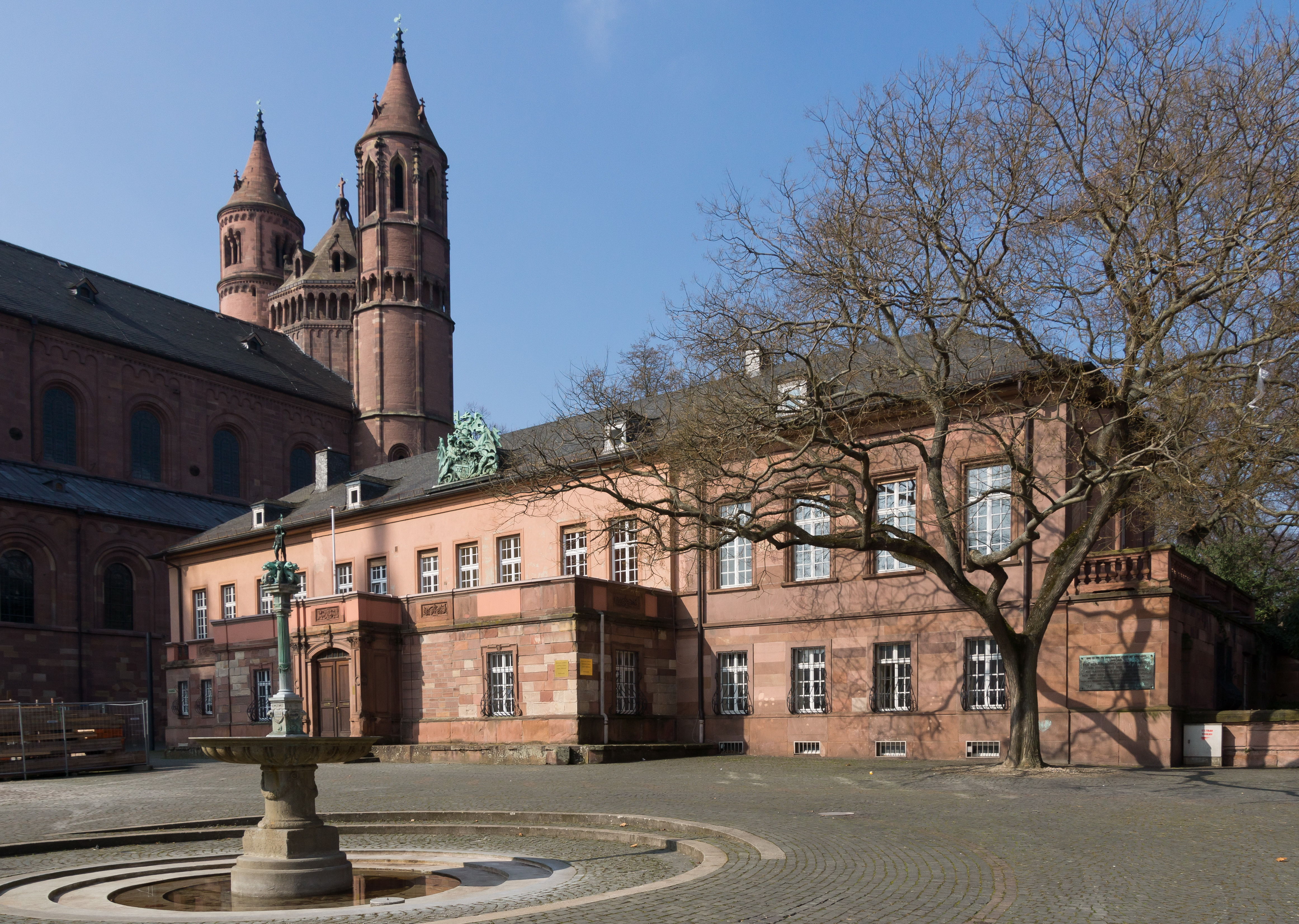
Heyls-Schlößchen am Schloßplatz in Worms
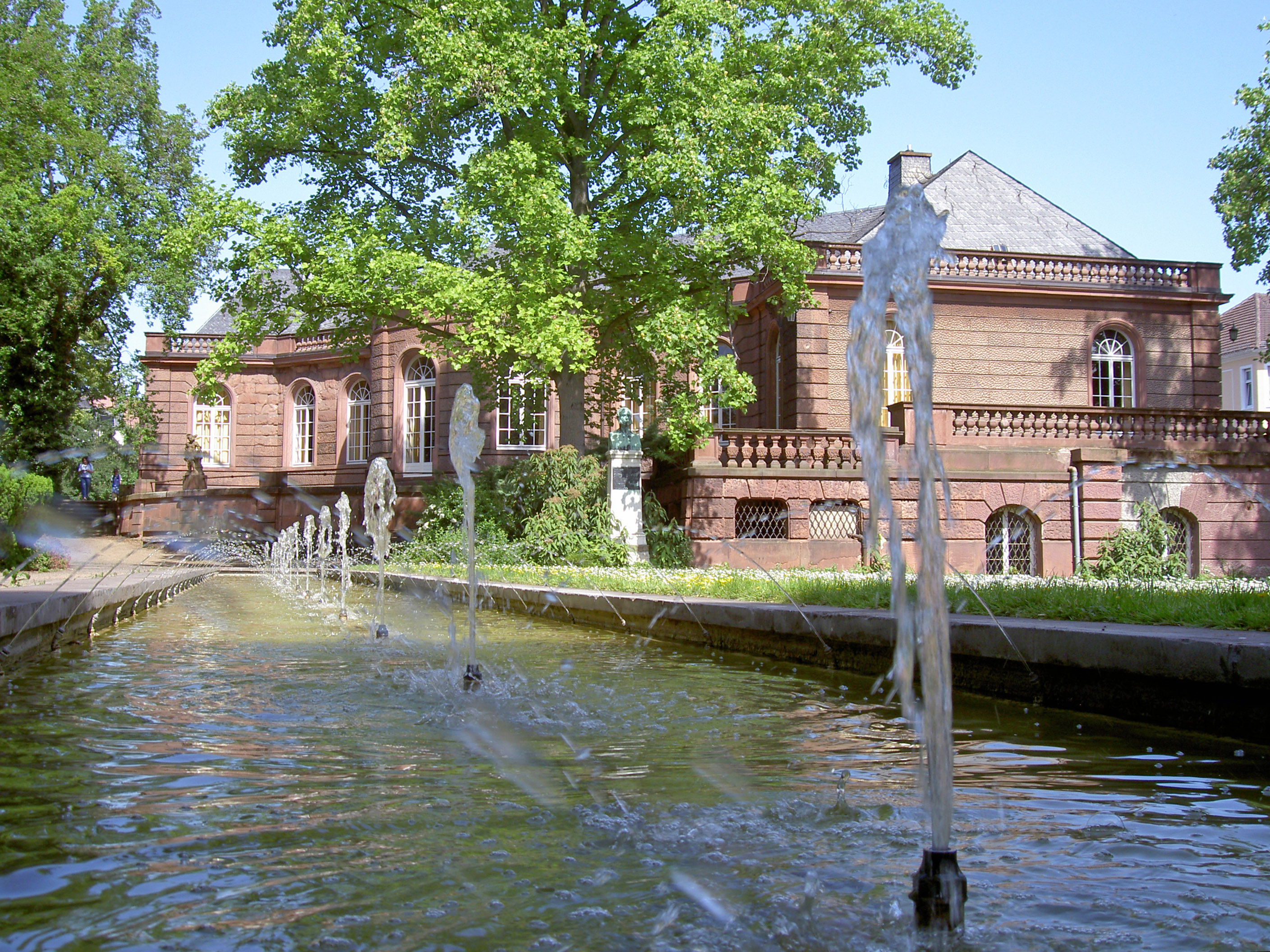
Heylshof am Domplatz in Worms
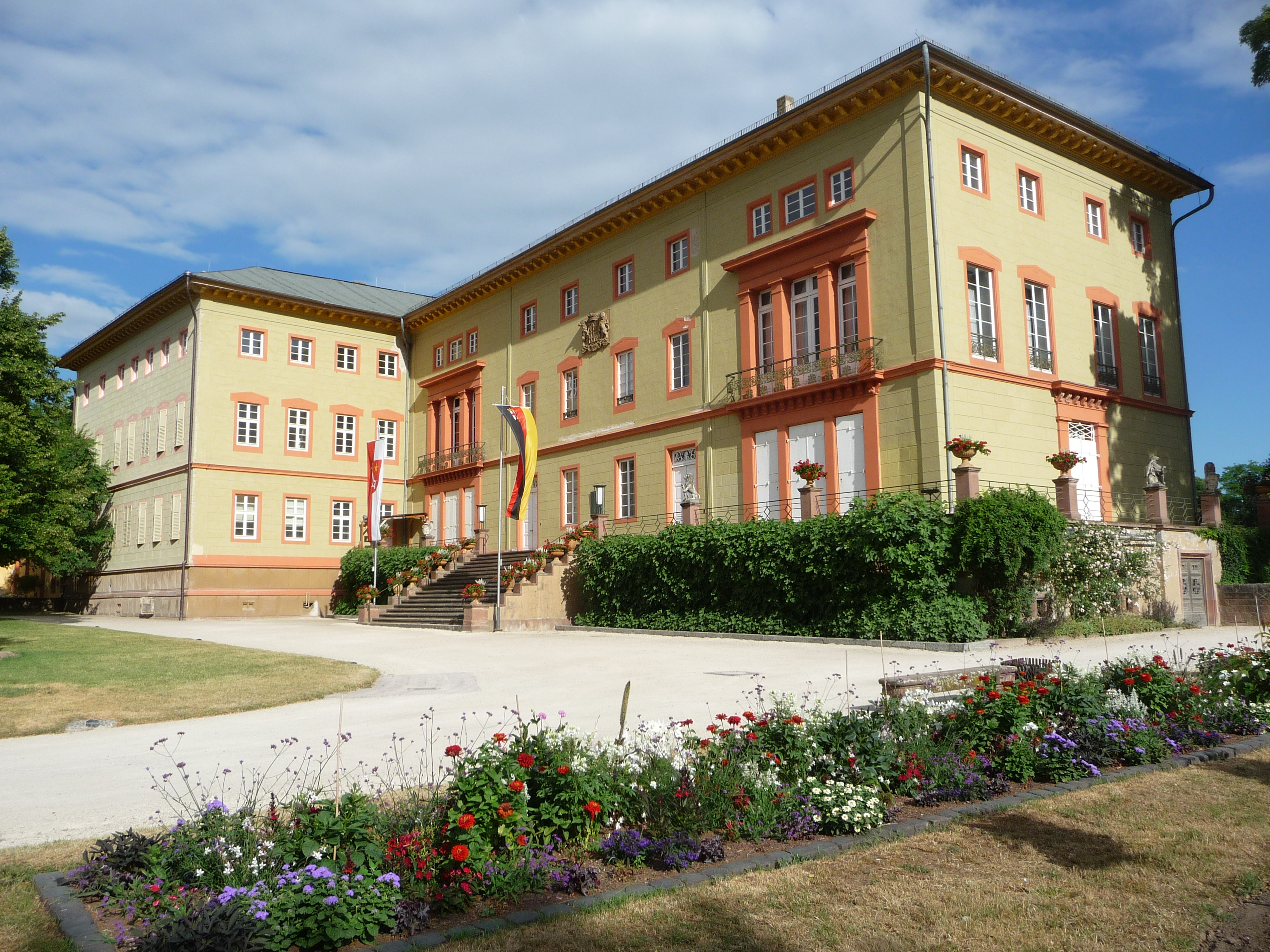
Das Herrnsheimer Schloss bei Worms
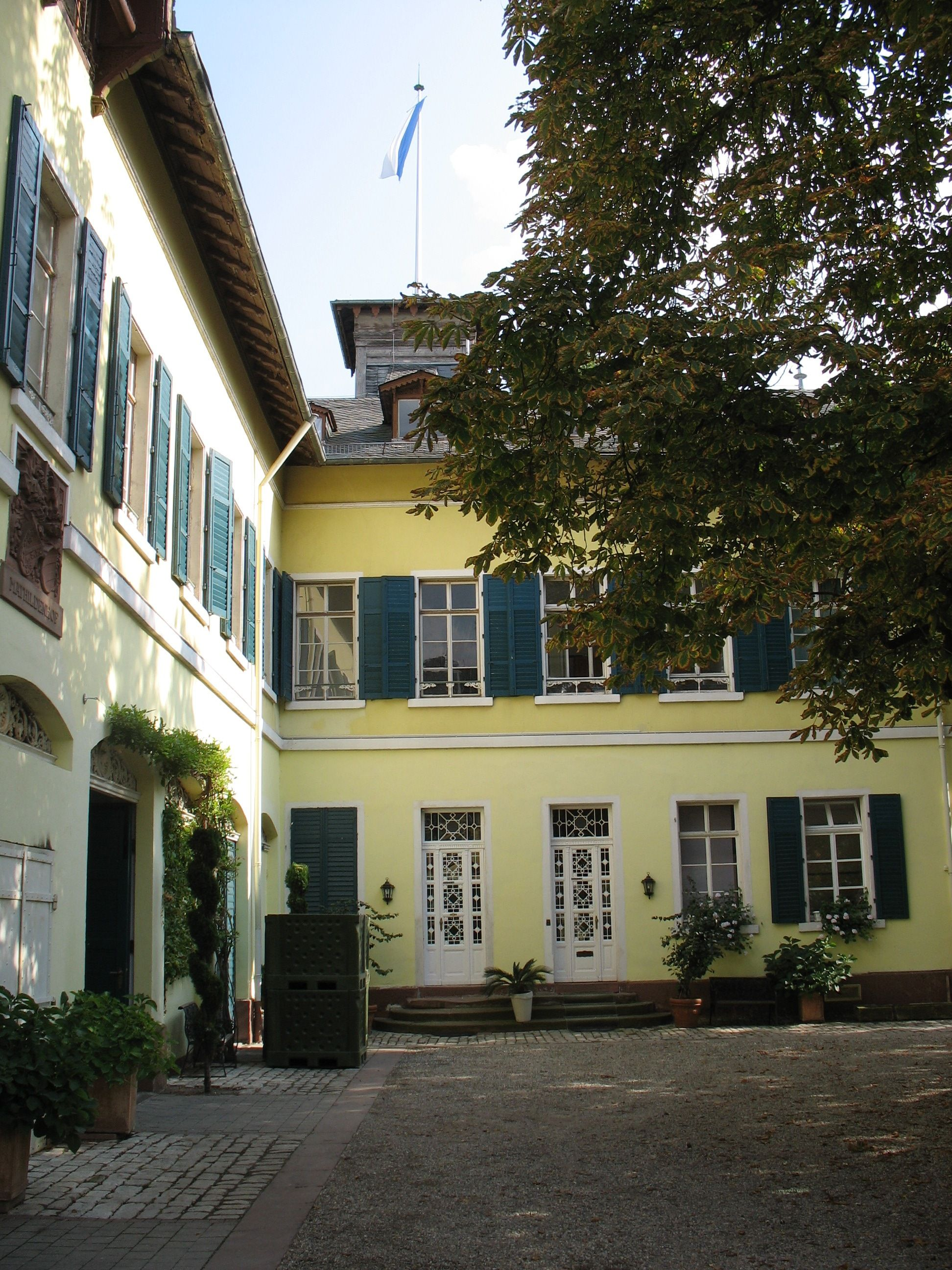
Weingut Heyl zu Herrnsheim, Nierstein
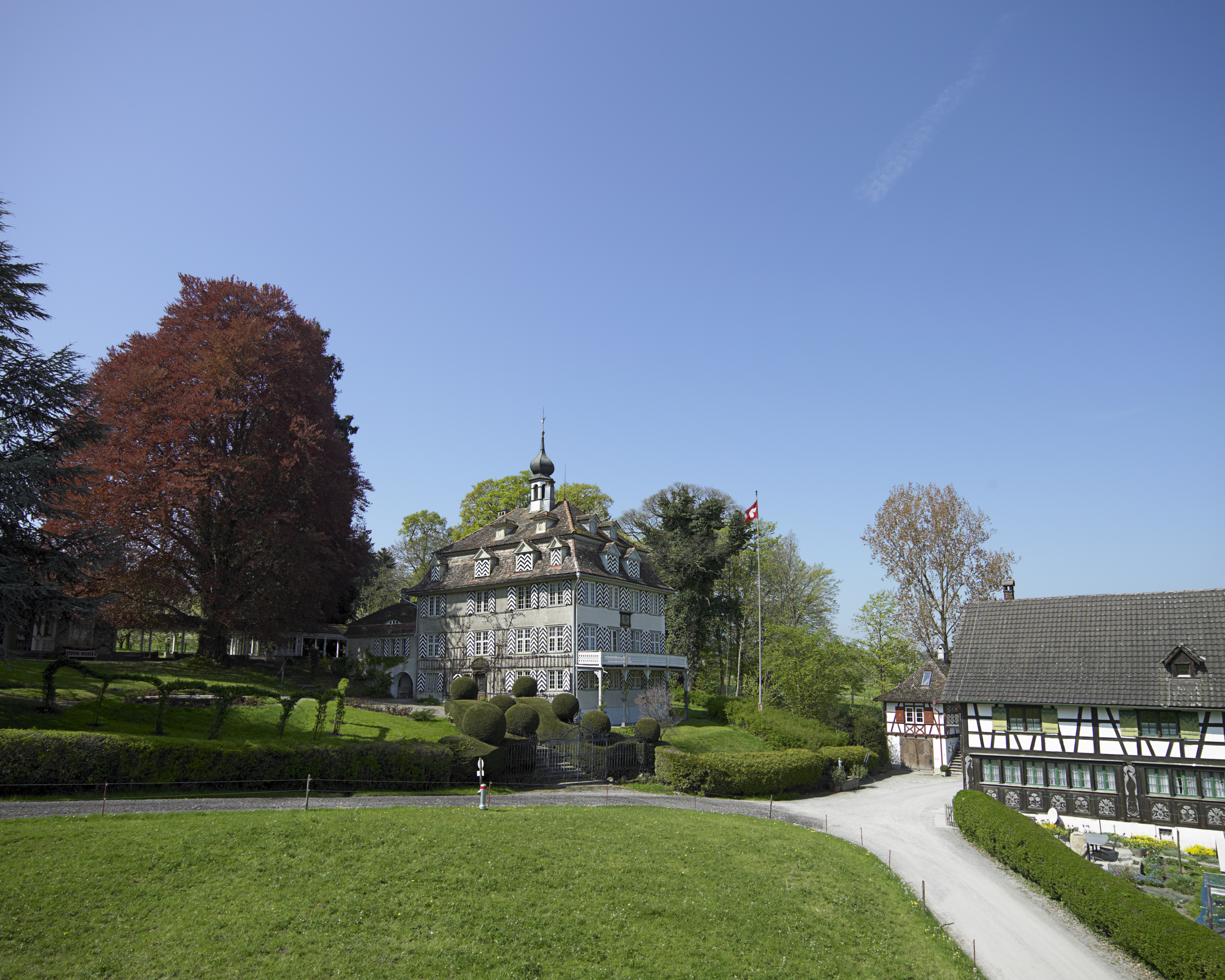
Schloss Pfauenmoos in Berg SG (Schweiz)

### Unternehmen
Cornelius Heyl (1792–1858) legte den Grundstein für das Lederwerk Cornelius Heyl AG. In dessen Blütezeit waren, gemeinsam mit den Lederwerken Doerr & Reinhart, bis zu 9000 Menschen in Worms in der Lederindustrie beschäftigt.
Nach dem Tod von Cornelius Wilhelm von Heyl 1923 übernahmen seine Söhne die Lederwerke. Cornelius VI. Wilhelm Karl (1874–1954) erbte das Stammwerk im Wormser Süden (mit 1924 gut 5.000 Beschäftigten), sein jüngerer Bruder Ludwig Cornelius von Heyl zu Herrnsheim (1886–1962) übernahm ein bisheriges Zweigwerk der Cornelius Heyl AG in Neuhausen, das er zu einem eigenständigen Betrieb mit dem Namen „Heyl'sche Lederwerke Liebenau“ formte. Die Lederwerke Heyl-Liebenau spezialisierten sich auf hochwertiges Chevreauleder und traten in den 1930er Jahren aus dem Schatten des Stammwerks Cornelius Heyl AG heraus. Ludwig von Heyl konnte seine führende Position in der Chevreauleder-Produktion bis zum Ende des Zweiten Weltkriegs halten. An der Spitze der Cornelius Heyl AG stand seit 1933 der überzeugte Nationalsozialist Dr. Cornelius Bruno von Heyl (1908–1983). Während des Zweiten Weltkriegs waren in den Lederwerken – wie auch in anderen Wormser Betrieben – Zwangsarbeiter beschäftigt, weil die männlichen Betriebsangehörigen zur Wehrmacht einberufen wurden. Nach dem Krieg verlor die Lederindustrie in Worms vor allem durch die Konkurrenz der Kunststoffindustrie, aber wohl auch durch Preisdruck aus Niedriglohnländern zunehmend an Geltung, sodass sie 1974 mit der Liquidierung der Heyl’schen Lederwerke Liebenau vollständig erlosch.

## Adelserhebungen
- Großherzoglich hessischer Adelsstand als „von Heyl“ (unbeschränkt) und Freiherrnstand als „Freiherr Heyl zu Herrnsheim“ (geknüpft an den Besitz des Fideikommiss Herrnsheim bei Worms) am 31. März 1886 in Darmstadt für die Brüder Wilhelm Heyl (1843–1923) als Fideikommissherr auf Herrnsheim und großherzoglich hessischer Geheimer Kommerzienrat, und Maximilian Heyl als großherzoglich hessischer Major à la suite der Kavallerie.
- Großherzoglich hessische Namensmehrung als „von Heyl zu Herrnsheim“ für die Nachkommen des oben genannten Wilhelm Freiherr von Heyl zu Herrnsheim sowie Ausdehnung des Freiherrnstandes auf die Kinder des jeweiligen Fideikommissherrn auf Herrnsheim am 31. März 1897 in Darmstadt.
- Großherzoglich hessischer Freiherrnstand ad personam am 10. April 1897 in Darmstadt für den oben genannten Maximilian von Heyl als großherzoglich hessischer Major à la suite der Kavallerie und seine Ehefrau Doris geb. Stein.
- Immatrikulation im Königreich Bayern bei der Freiherrnklasse am 13. März 1902 für den oben genannten Wilhelm Freiherr von Heyl zu Herrnsheim als Fideikommissherr auf Gerstruben bei Oberstdorf im Allgäu.
- Adelsrechtliche Nichtbeanstandung der Führung des Freiherrntitels ad personam durch Beschlüsse des adelsrechtlichen Ausschusses für adelsrechtliche Fragen der Vereinigung der Deutschen Adelsverbände am 1. März 1958 für Cornelius Freiherr von Heyl zu Herrnsheim (1908–??), seine Kinder und seine Geschwister bzw. am 25. September 1958 für die Kinder des Ludwig Freiherr von Heyl zu Herrnsheim (1886–1962).

## Wappen (1886, 1897)

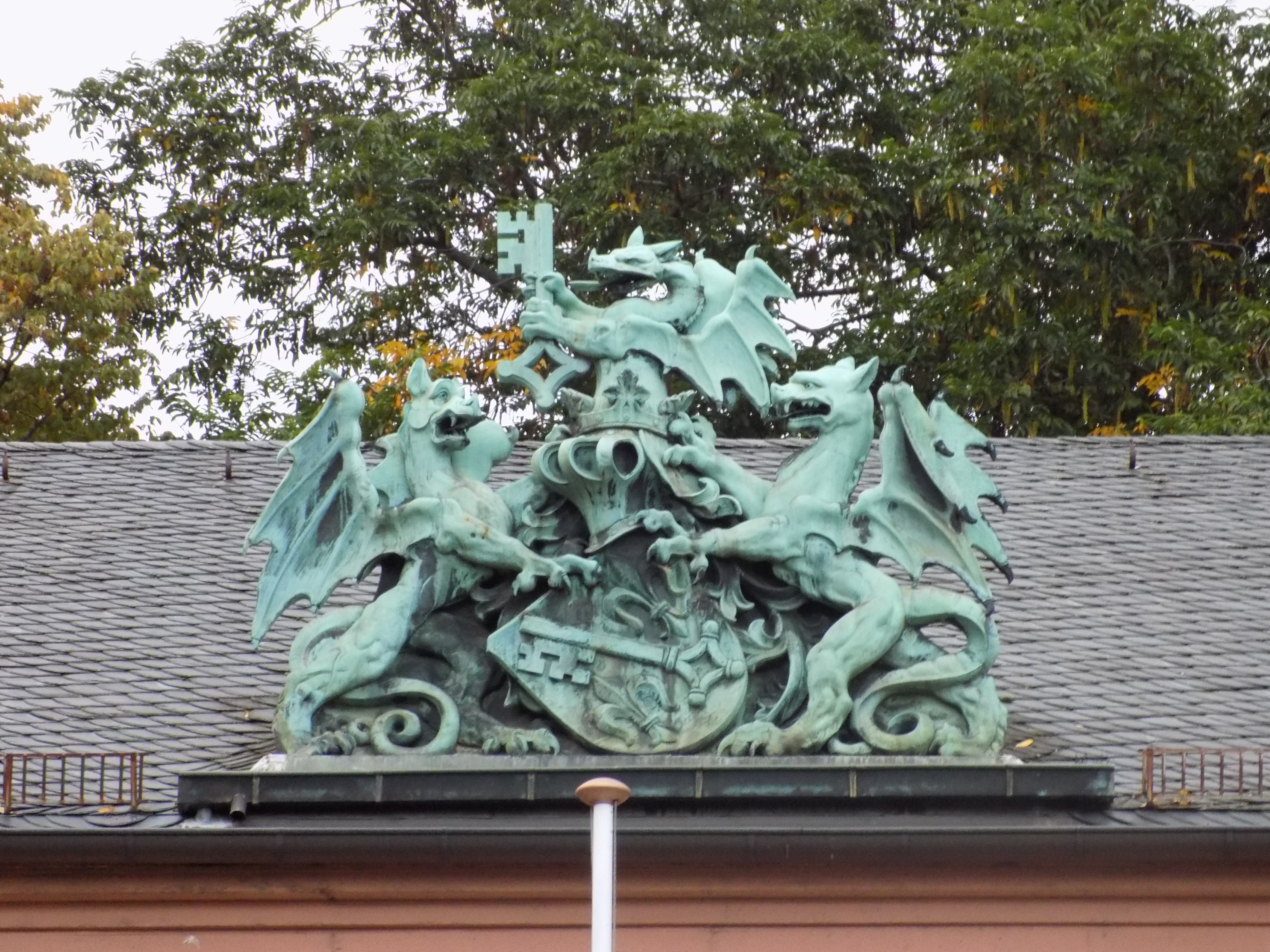
Wappen der Familie Heyl am Heyls-Schlößchen

In Blau ein schrägrechts aufwärts liegender altertümlicher goldener Schlüssel mit abwärts gekehrtem Bart, von je einer silbernen Lilie begleitet. Auf dem Helm mit rechts blau-silbernen und links blau-goldenen Decken ein wachsender feuerschnaubender rot bewehrter gold-grüner Drache mit ausgebreiteten Flügeln und einem schräglinks aufwärts gerichteten goldenen Schlüssel in der rechten Klaue. Schildhaupt: Zwei widersehende feuerschnaubende rot bewehrte gold-grüne Drachen mit pfeilspitzähnlichen Schwanzenden. Wahlspruch: Laboremus (Lasst uns arbeiten).

## Namensträger
- Johann Jakob Heyl (1684–1759), Schiffmann in Bacharach[8]
- Johann Cornelius Heyl (1721–1797), Schiffmann in Worms[9]
- Johann Cornelius Heyl (1752–1818), Schiffmann in Worms, Güterbesitzer[9]
- Johann Cornelius Heyl (1758–1818), Kaufmann ⚭ Anna Elisabeth Leutz (1768–1805)
  - Leonhard I. Heyl (1789–1854), Holz- und Lederhandel in Worms
    - Leonhard II. Heyl (1814–1877), Tabakfabrikant und -händler in Worms, Geh. Kommerzienrat[10]

  - Johann Cornelius Heyl (1792–1858), Begründer der Cornelius Heyl’schen Lederwerke 1834/1839[11] ⚭ Wilhelmine Luise Martenstein (1799–1875)
    - Daniel Cornelius Friedrich Heyl (1818–1844), Fabrikbesitzer in Worms[12] ⚭ Karoline Friederike Charlotte Frommel (1822–1889)

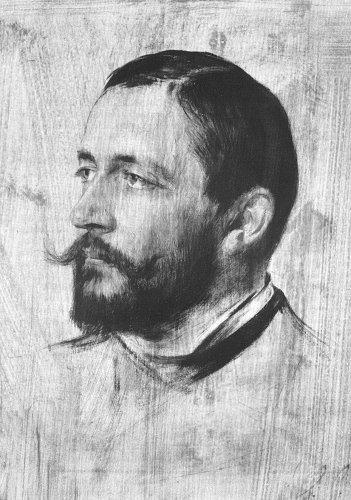
Cornelius Wilhelm Freiherr von Heyl zu Herrnsheim; Gemälde von Franz von Lenbach

      - Cornelius Wilhelm Freiherr von Heyl zu Herrnsheim; Gemälde von Franz von LenbachCornelius Wilhelm Freiherr von Heyl zu Herrnsheim (1843–1923), Dr. jur. h. c., Fabrikant in Worms, Hofgut in Ibersheim (1892–1950)[13] ⚭ Sophie Stein (1847–1915)[14]
        - Adrienne Wilhelmine Freiin von Heyl zu Herrnsheim (1868–1949), ⚭ Wilhelm von Deichmann (1864–1929)
        - Martha Cornelia Freiin von Heyl zu Herrnsheim (1870–1954) ⚭ Hugo Freiherr von Leonhardi (1864–1922); Dr. jur., Kammerherr, Oberhofmeister
        - Cornelius Wilhelm Karl von Heyl zu Herrnsheim (1874–1954), Lederindustrieller[15] ⚭ Mathilde Prinzessin zu Ysenburg und Büdingen (1880–1947)
          - Cornelius Wilhelm Bruno Freiherr von Heyl zu Herrnsheim (1908–1983), Schriftsteller, Fabrikbesitzer ⚭ Hilda Marie Elisabeth von Bismarck-Osten (1911–1995)
            - Cornelius von Heyl zu Herrnsheim (1933–2023), deutscher Jurist und Präses der Synode der Evangelischen Kirche in Deutschland (1973–1985)

          - Heilwig Bertha Sophia Ada Cornelia Freiin von Heyl zu Herrnsheim (1908–2007) ⚭ Georg Hans Werner von Meding (1905–1943)
          - Irmgard Helene Adriane Cornelia Freiin von Heyl zu Herrnsheim (1910–1969) ⚭ Werner von Meding (1899–1986), Oberforstmeister
          - Johann-Cornelius Wolfgang Ferdinand Otto Freiherr von Heyl zu Herrnsheim (1915–1941)
          - Siegfried Erwin Cornelius Freiherr von Heyl zu Herrnsheim (1916–1982), Gutsbesitzer, Industrieller, Major

        - Erwin Maximilian Cornelius Freiherr von Heyl zu Herrnsheim (1877–1940), Dr. jur., Kaiserl. Legationsrat
        - Alice Sophie Freiin von Heyl zu Herrnsheim (1881–1969) ⚭ I. Max Edler von der Planitz, ⚭ II. Otto Graf von Königsmarck, ⚭ III. Karl Ippach
        - Maximilian Otto Rudolf Cornelius von Heyl zu Herrnsheim (1884–1952), Gutsbesitzer auf Schloss Rennhof bei Lampertheim[16]
        - Ludwig Cornelius Freiherr von Heyl zu Herrnsheim[17] (1886–1962), Dr. jur., Kaiserl. Legationsrat, Fabrikant in Worms, Besitzer des Majorshof in Worms, Politiker (DVP) ⚭ Eva-Marie von der Marwitz[18];
          - Sophie Alice Adelheid Cornelia Freiin von Heyl zu Herrnsheim (1918–1980)
          - Gebhard Bernhard Ludwig Freiherr von Heyl zu Herrnsheim (1920–2010), Fabrikant in Worms
          - Marie-Elisabeth Clara Wilhelmine Cornelia von Heyl zu Herrnsheim (1922–2018), MdB, Europarat, EWU[19] ⚭ Eugen Klee (1887–1956), Botschafter
          - Leonhard Cornelius Friedrich Albert Michael Heinrich von Heyl zu Herrnsheim (1924–1983), Dipl.-Landwirt, Gut Nonnenhof bei Bobenheim[20]
            - Ludwig Cornelius (1948–2024), auf Nonnenhof
              - Ludwig

            - Johannes

          - Maximilian Cornelius Rudolf Bodo von Heyl zu Herrnsheim (1927–2006), evang. Pfarrer in Königstein[21]
          - Gebhard Cornelius Julius Erwin Fritz Nordewin Freiherr von Heyl zu Herrnsheim (1930–2022), Diplom-Chemiker, Lederfabrikant

      - Maximilian Freiherr von Heyl (1844–1925), Fabrikant in Darmstadt, Offizier

    - Maria Barbara Heyl (1819–1865) ⚭ Friedrich Wilhelm Schoen (1810–1868)
    - Cornelius Julius Heyl (1821–1846), Fabrikant